# Freddie Burns
Freddie Spencer Burns (Bath, 13 maggio 1990) è un rugbista internazionale per l'Inghilterra, mediano d'apertura della franchise neozelandese dell'Highlanders.

## Biografia
Formatosi nella sua città natale presso l'accademia giovanile del Bath, nel periodo di cui militanza fu anche selezionato per l'Inghilterra U-18, fu acquistato nel 2008 da Gloucester, e un anno più tardi fu messo sotto contratto professionistico.
Burns si rivelò subito un buon calciatore, che si mise in mostra già all'esordio in prima squadra, ad ottobre 2009 in Coppa contro Biarritz, marcando due punti di trasformazione e, pochi giorni dopo, schierato contro l'Australia in un incontro infrasettimanale degli Wallabies nel corso del loro tour europeo, marcando una meta, gli unici punti di Gloucester nell'incontro.
Con punti all'attivo fu anche l'esordio in nazionale maggiore, a Twickenham contro un'avversaria di rango, la Nuova Zelanda battuta 38-21 il 1º dicembre 2012 grazie anche a suoi sei punti marcati su calcio piazzato.
In cinque stagioni a Gloucester marcò 678 punti in Premiership e si aggiudicò la Coppa Anglo-Gallese del 2011.
Nel 2014 lasciò Gloucester per la sua prima esperienza a Leicester che durò tre stagioni con la vittoria della Coppa Anglo-Gallese all'ultimo anno di contratto, per poi tornare da professionista a Bath presso il club in cui si formò.
Nel 2020 lasciò l'Inghilterra per giocare nella Top League giapponese presso il Toyota Shuttles e, al termine dell'anno in Asia, tornò di nuovo a Leicester.
Il secondo periodo nel club fu caratterizzato dalla vittoria nella Premiership 2021-22, proprio grazie a un drop di Burns all'ultimo secondo di gioco della finale, che diede a Leicester l'undicesimo titolo di campione ed evitò di protrarre l'incontro con Saracens ai supplementari; a gennaio 2023 la franchise neozelandese dell'Highlanders ha ottenuto il rilascio anticipato dal giocatore per la stagione di Super Rugby.

## Palmarès
- Premiership: 1
Leicester: 2021-22
- Coppe Anglo-Gallesi: 1
Gloucester: 2010-11
Leicester: 2016-17